# Max Rojas
Max Rojas, nombre artístico de Jorge Juan Máximo Rojas Proenza (Ciudad de México, 4 de junio de 1940 - 24 de abril de 2015) fue un poeta, ensayista, crítico literario y gestor cultural mexicano.
Escribió los libros de poesía: El turno del aullante, Ser en la sombra, y el poema de largo aliento Cuerpos, conformado por 25 apartados, de los cuales 6 han sido publicados en el volumen Cuerpos. El autor concibió la publicación de 4 tomos que reunieran la totalidad de los 25 apartados que conforman el proyecto poético Cuerpos. En los últimos años de su vida, Rojas escribió dos poemarios, uno breve: Las quejumbres del Agónico, este título fue corregido y aumentado por el autor, quien finalmente lo tituló: Tribulaciones del Agónico, y, un poema de largo aliento: Develación de la neblina. Asimismo concluyó la novela Vencedor de otras batallas, la cual inició a principios de los años 70, y de la cual solo se conocen algunos fragmentos.  

## Biografía
Nacido en el seno de una familia comunista estalinista, conformada por su padre oaxaqueño zapoteco Jorge Luis Rojas Mendoza y su madre cubana Caridad Proenza y Proenza, Max Rojas se afilió a las filas del Partido Comunista Mexicano a los dieciocho años de edad; se involucró en la lucha obrera en los movimientos para democratizar el sindicalismo en México, de tal forma participó a finales de los años 60 y principios de los 70 en el Sindicato de Trabajadores Electricistas de la República Mexicana (STERM) que dirigió Rafael Galván. Cursó estudios de Filosofía en la Facultad de Filosofía y Letras de la Universidad Nacional Autónoma de México. En 1971, Max Rojas, con sus propios medios edita su primer libro de poesía: El turno del aullante, con apenas 100 ejemplares, la mayoría de ellos regalados o intercambiados. Doce años después, la editorial Claves latinoamericanas, publicaría nuevamente El turno del aullante (1983), lo que se podría considerar como la primera edición formal de Rojas. Se tiraron mil ejemplares, y el libro tuvo una presentación en el Ateneo Español de México, institución de la que fue bibliotecario y uno de los gestores de su Biblioteca especializada en el exilio republicano. En 1986, la misma editorial Claves latinoamericanas publica Ser en la sombra, el cual fue escrito en 1975 y que esperó once años para salir a la luz. Se tiraron mil ejemplares, tras un derrumbe en la bodega en que eran almacenados gran parte de la edición se perdió.
En 1990, Max Rojas escribe el primer poema que conformará el proyecto poético Cuerpos, el cual fue engavetado. Sería hasta junio de 2003 que Max inició la escritura frenética de lo que denominaría como Cuerpos uno: Memoria de los Cuerpos y Cuerpos dos: Sobre Cuerpos y Esferas (los primeros dos apartados del poema). Posteriormente, como el autor mencionó, el poema solo lo utilizaría como mero escribiente, lo cual derivó en que para mediados de 2009 Max diera por "abandonado" el poema con 25 apartados en total.   
Las editoriales Versodestierro, Literal, Fridaura y Trece letras, con el apoyo de la Asociación de Escritores de México A.C. asumieron la tarea de publicar los primeros cuatro apartados de Cuerpos, lo cual realizarán de 2008 a 2009. En 2011, la Dirección General de Publicaciones del Consejo Nacional para la Cultura y las Artes en su colección Práctica mortal publica Cuerpos, que reúne los 4 apartados ya publicados, y agrega Cuerpos cinco: Las escrituras del silencio y Cuerpos seis: Separación de los amantes. Max Rojas concibió esta edición como el primer tomo de 4, en que se reunirían los 25 apartados.    
Max Rojas también se desempeñó como director del Instituto del Derecho de Asilo-Museo Casa de León Trotsky de 1994 a 1998. Fue miembro del Sistema Nacional de Creadores de Arte del FONCA, en los períodos 2005-2008 y 2010-2013, y participó en el Consejo de Fomento Cultural en Iztapalapa y el Circuito Museos del Sur, A.C.

## Fallecimiento
Max Rojas falleció el 24 de abril de 2015, a los 74 años, en su domicilio y en compañía de los suyos. Las causas de su fallecimiento se relacionaron a la avanzada diabetes que padecía.

## Archivo Max Rojas

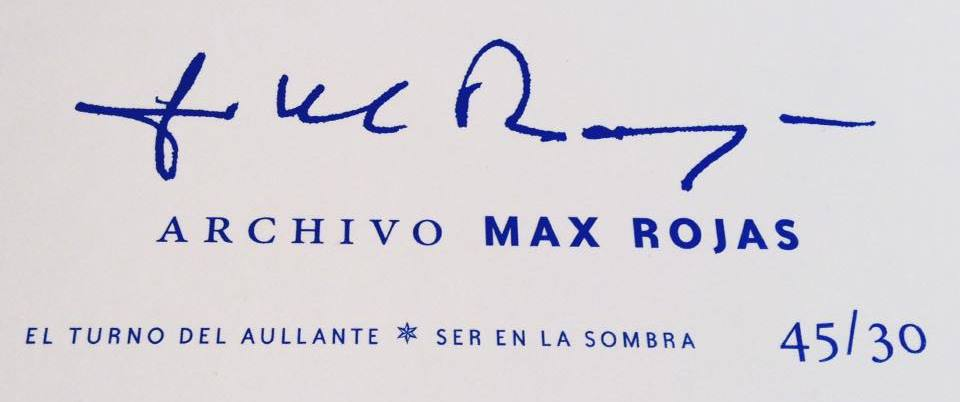
Archivo Max Rojas

En agosto de 2017, Malpaís ediciones y la familia de Max Rojas anunciaron la creación del Archivo Max Rojas, el cual conservará la obra del poeta, realizará cuidado editorial de la obra inédita y su paulatina publicación, ya sea en este sello o en coedición con otros, y también mantener en el mercado la obra ya conocida. Lo anterior bajo la supervisión del poeta y editor Iván Cruz Osorio y los hijos de Rojas. En el marco de este anuncio se presentaron las ediciones conmemorativas por los 45 años de la primera edición de El turno del aullante y 30 de Ser en la sombra, así como un Apéndice crítico, conformado por dos ensayos escritos ex profeso por la poeta María Cruz Bravo e Iván Cruz Osorio, además de dos cartas dirigidas a Rojas y escritas por los célebres poetas cubanos Fina García Marruz y Cintio Vitier.

## Obra
- El turno del aullante. México: Edición de autor, 1971.
- El turno del aullante. México: Claves latinoamericanas, 1983.
- Ser en la sombra. México: Claves latinoamericanas, 1986.
- El turno del aullante y otros poemas [Ser en la sombra, 2 fragmentos de Vencedor de otras batallas].  México: Trilce Ediciones, Colección Tristán Lecoq/FONCA, 1997.
- El turno del aullante. México: Verdehalago / Consejo Nacional para la Cultura y las Artes, Col. La Centena, 2003.
- Ser en la sombra. México: Versodestierro / Editorial Andrógino, Col. Las cenizas del quemado, 2006.
- Memoria de los cuerpos (Cuerpos uno). México: Versodestierro / Asociación de Escritores de México A.C., 2008.
- Sobre cuerpos y esferas (Cuerpos dos). México: Proyecto Literal / AEMAC, 2008.
- El suicida y los péndulos (Cuerpos tres). México: Friadura Ediciones / AEMAC, 2008.
- Prosecución de los naufragios (Cuerpos cuatro). México: Editorial Trece Letras / Ayuntamiento de Ecatepec / AEMAC, 2009.
- Cuerpos. México: Consejo Nacional para la Cultura y las Artes, Col. Práctica Mortal, 2011. [Primer volumen. De Cuerpos uno a Cuerpos seis]
- Obra primera (1958-1986). México: Malpaís ediciones, 2011. [El Turno del Aullante/ 3 capítulos de Vencedor de otras batallas/ Ser en la sombra]
- Poemas inéditos. México: Malpaís ediciones, 2013.
- Las quejumbres del agónico. México: ediciones canaPé, 2013.
- El turno del aullante. México: Malpaís ediciones, Archivo Max Rojas, 2017. (Edición Conmemorativa 45 años)
- Ser en la sombra. México: Malpaís ediciones, Archivo Max Rojas, 2017. (Edición Conmemorativa 30 años)
- Funerales del ahogado en la noche y otros textos inéditos. Compilación, investigación y prólogo de Iván Cruz Osorio. México: Malpaís ediciones / Instituto Municipal de Arte y Cultura de Puebla, 2020.
- Los testimonios del ahorcado (Cuerpos siete). Edición y prólogo de Iván Cruz Osorio. Estados Unidos de América: Nueva York Poetry Press / Malpaís ediciones, 2021.
- Celebración desde lo infausto (Cuerpos ocho). Edición y prólogo de Iván Cruz Osorio. Guatemala: Editorial Catafixia, 2021.￼
- Destrabazón para recomponer lo magnífico de un cuerpo (Cuerpos nueve). Edición de Iván Cruz Osorio, prólogo de Aketzaly Moreno. México: Dogma Editorial / Pareidolia Records, 2022.
- El turno del aullante / Ser en la sombra / Vencedor de otras batallas (fragmentos). Edición, prólogo y notas de Iván Cruz Osorio. México: Dogma Editorial, Archivo Max Rojas, 2023. [Edición especial de gran formato].
- El tiempo y las fogatas (Cuerpos diez). Edición y notas de Iván Cruz Osorio, prólogo de Gustavo Alatorre. México: Dogma Editorial, 2024.
- Cerrar las puertas I (Cuerpos veintidós) / Cerrar las puertas II (Cuerpos veintitrés). Edición y prólogo de Iván Cruz Osorio. Esculturas de obsidiana: Jorge Ismael Rodríguez. México: Dogma Editorial, 2024.
- El vitriolo que se hunde en los espejos (Cuerpos once). Edición de Iván Cruz Osorio, prólogo de Abel Rubén Romero. México: Dogma Editorial, 2025.

## Publicaciones en Antologías y libros colectivos
- Poetas de una generación (1940-1949). Selección y notas de Jorge González de León, prólogo de Vicente Quirarte. México: UNAM, Textos de humanidades 25, 1981.
- Voces compartidas. Max Rojas, Iván Portela, E. Oláiz. Compilación e introducción de Claudia Paz Román. México: UAM, Unidad Xochimilco, 2006.
- Antología General de la Poesía Mexicana. De la época prehispánica a nuestros días. Selección, prólogo y notas de Juan Domingo Argüelles. México: Editorial Océano, 2012.

## Reconocimientos
- Premio Iberoamericano de Poesía Carlos Pellicer, 2009.
- Miembro del Sistema Nacional de Creadores de Arte (2005-2008) y (2010-2013)